# 陳陞 (嘉靖進士)
陳陞（1509年—1567年），字晉甫，號龍白，浙江紹興府餘姚縣（今餘姚市）人，明朝政治人物。

## 生平
嘉靖十九年（1540年）庚子科浙江鄉試第五名舉人，嘉靖二十年（1541年）聯捷辛丑科第二甲第三名進士。選庶吉士，二十二年十月授翰林院編修。三十年辛亥丁外艱，奔喪歸。三十四年（1555年）九年秩满，十一月升本院侍读，三十七年七月与瞿景淳主考應天府乡试，十一月升左春坊左谕德兼翰林院侍读，四十年三月升翰林院侍读学士掌翰林院事，四十一年正月升礼部右侍郎，八月升左侍郎，四十三年甲子丁內艱。穆宗继位，隆慶元年（1567年）五月起为南京禮部左侍郎，十月卒，年五十九。

## 家族
曾祖陳雷，封府同知，贈中大夫布政使司左參政；祖父陳廷敬，曾任判官，累贈中大夫布政使左參政；父陳煥，曾任江西布政使司右布政使。母胡氏（封淑人）。具庆下。兄陈坦；陈文魁，监事；陳塏，布政司右参政；陈背；陈墀，同科進士；陈坛；陈培。弟陈善；陈壮，州判官；陈塾；陈壕；陈吉觐，监生；陈壁；陈垹；陈坪；陈侍；陈垣；陈塈。